# Infovaticana
InfoVaticana es un portal independiente y ultraconservador de información sobre la Iglesia católica fundado en 2013 por Gabriel Ariza y Fernando Beltrán. Varias de sus noticias y artículos de opinión han generado controversias y la publicación ha llegado a ser calificada como amarillista y sensacionalista.
En 2017 hubo un conflicto legal con el Vaticano por el uso comercial del nombre y emblemas oficiales de la Santa Sede, en una demanda por infringir los derechos de copyright, ya que Infovaticana no es un medio oficial del Vaticano.El portal acabó retirando los colores amarillo y blanco del sitio, junto con el emblema oficial de la Santa Sede y un logo con las llaves de San Pedro, sin embargo conservó el nombre InfoVaticana, el cual el Vaticano sigue reclamando.
Desde su fundación en mayo de 2013 hasta el 25 de diciembre de 2019 su director ha sido Gabriel Ariza.[cita requerida]

## Historia
Infovaticana fue fundada con un capital de tres mil euros por Gabriel Ariza, siendo inscrita en el Registro Mercantil de Madrid en noviembre de 2013. Gabriel Ariza es, a su vez, hijo de Julio Ariza, exparlamentario del PP en Cataluña, y actual propietario del Grupo Intereconomía. Gabriel Ariza es reconocido por sus contactos con representantes políticos de ultraderecha, como el español Abascal o el italiano Salvini.
Desde 2013, Infovaticana se ha destacado como un portal de información sobre la Iglesia católica: han cubierto diversas noticias de cierta importancia en el ámbito eclesiástico nacional: desde la situación de la cadena 13tv (perteneciente a la Conferencia Episcopal Española), o la polémica elección del último presidente de la Asociación Católica de Propagandistas, hasta el proceso judicial al grupo de los "miguelianos".
Si bien Infovaticana se empezó a publicar en español, en mayo de 2015 se anunció la creación de una versión italiana. Gabriel Ariza, director de Infovaticana, explicó esta decisión al medio Religión en Libertad: "El número de lectores que nos siguen desde Italia no ha dejado de incrementarse. Además, el italiano es hoy el idioma universal de la Iglesia: una gran parte de los más de cinco mil obispos que hay en el mundo han estudiado en Roma y muchísimos sacerdotes conocen bien esa lengua y desconocen por completo el castellano, así que la edición italiana será para ellos una manera de poder acercarse a la realidad de la Iglesia".
En agosto de 2017, Infovaticana recibió una notificación del despacho de abogados "Baker and McKenzie" en representación de la Secretaría de Estado vaticana, pidiéndoles que transfirieran el dominio a ésta, y dejasen de utilizar simbología relacionada con el Vaticano pues se podía considerar "una violación de la propiedad intelectual del Vaticano". Tras recibir esta notificación, Infovaticana suprimió sus imágenes relacionadas con el Vaticano (el logotipo cambió de unas llaves de San Pedro a una pluma estilográfica).

## Secciones
Además de contar con sus respectivas secciones de blogs y noticias, Infovaticana cuenta con los siguientes apartados:
- Formación: con artículos relacionados con la fe católica: catequesis, oraciones, advocaciones marianas...
- Perfiles: de obispos españoles, cardenales, y de miembros de la Curia vaticana.
- Entrevistas: en esta sección recogen diversos encuentros digitales organizados desde el portal. En esta sección se incluyen encuentros con lectores por parte de personalidades como Santiago Abascal.[18]

## Colaboradores destacados
Actualmente Infovaticana aloja en su página diversos blogs, destacando:
- La Cigüeña de la Torre: en el que escribe Francisco José Fernández de la Cigoña (alias "Paco Pepe"), seglar español, comentarista.[19][20]
- El Olivo: del Padre Tomás de la Torre Lendínez, sacerdote diocesano de Jaén. [cita requerida]
- Ite Ad Ioseph: Blog del grupo católico barcelonés Hijos de San José, sección juvenil de la Asociación Benéfica Jóvenes de San José.[cita requerida]
- El Blog del Padre Manuel Guerra, sacerdote y doctor en filología clásica y en teología patrística.[21]
- El Blog personal del Padre Fortea, exorcista español, sacerdote en Alcalá.[22][23]
- Blog del Padre Jose Luis Aberasturi, exprofesor, capellán de Fomento-Fundación, filólogo, filósofo y teólogo-moralista.[24]
- Adoración y Liberación: del mismo nombre que el portal web fundado por Vicente Montesinos, funcionario judicial, ligado a diversas iniciativas dentro de la Iglesia católica, (catequesis, formación, juventud...).[cita requerida]

También se publican traducciones al español de artículos del analista eclesiástico italiano Sandro Magister,[cita requerida] y de la revista de información religiosa estadounidense The Catholic Thing.[cita requerida]